# Lynn Chadwick
Lynn Russell Chadwick (* 24. listopadu 1914 Londýn – 25. dubna 2003 Lypiatt Park, Gloucestershire) byl anglický sochař, malíř, grafik, designér a projektant.

## Život
Narodil se v Londýně v rodině inženýra Verner Russell Chadwicka. Vystudoval soukromou chlapeckou školu Nadace Merchant Taylor’s (založena r. 1561), kde se naučil základy malby a akvarelu u K. P. F. Browna, ale rodiče ho během hospodářské krize odrazovali od pokračování v kursu sochařství. Proto se vyučil projektantem a roku 1937 nastoupil do firmy Rodney Thomas. Do roku 1939 pracoval jako projektant a kreslič pro několik londýnských architektů a zdokonaloval se v technice akvarelu a olejomalby.
Za války se přihlásil jako dobrovolník do Královského loďstva a sloužil zde jako pilot (1941–4) při ochraně konvojů proti ponorkám. Při výcviku v Kanadě se seznámil se svou první ženou.
Po návratu do Londýna vyhrál roku 1946 soutěž v textilním designu a poté se živil jako návrhář textilu, nábytku a architektury na volné noze, zabýval se kresbou, grafikou a experimentoval s mobilními kovovými plastikami. Aby mohl vytvářet větší struktury, absolvoval během léta 1950 kurs sváření v British Oxygen Company v Cricklewoodu. Zásadní význam měla jeho spolupráce s architektem Rodney Thomasem, která mu umožnila od roku 1951 získávat zakázky na zhotovení soch.
Již v roce 1950 měl svou první autorskou výstavu v Londýně a následujícího roku ho požádala Britská rada o tři sochy pro národní výstavu Festival of Britain. Roku 1952 se zúčastnil Benátského bienále.
V 50. a 60. letech se stal mezinárodně uznávaným sochařem. Roku 1953 obdržel ocenění na mezinárodní soutěži sochařů v Británii a roku 1956 Mezinárodní cenu za plastiku na Benátském bienále. Stal se tak ve svých 41 letech nejmladším nositelem tohoto ocenění v poválečné historii. Roku 1958 zakoupil Chadwick rozlehlý kamenný gotický dům v Lyppiat Parku, v blízkosti města Stroud (Gloucestershire).
V sérii dokumentárních filmů o současném výtvarném umění amerického režiséra Warrena Formy z 60. let je v dílu „5 britských sochařů“ (1964) spolu s H. Moorem, K. Armitagem, B. Hepworthem a R. Butlerem uveden i Chadwick.
V roce 1964 mu byl udělen řád Britského Imperia (Commander of The Most Excellent Order) a roku 1985 obdržel Řád umění a literatury ve Francii. V roce 2001 byl jmenován členem Britské Královské Akademie.
Byl třikrát ženatý (1942 s kanadskou básnířkou Ann Secordovou, 1959 s Frances Mary Jamiesonovou, 1965 s maďarskou fotografkou Evou Rainerovou) a byl otcem čtyř dětí. Zemřel ve svém domě v Lypiatt Parku, 25. dubna 2003, ve věku 88 let.

## Dílo

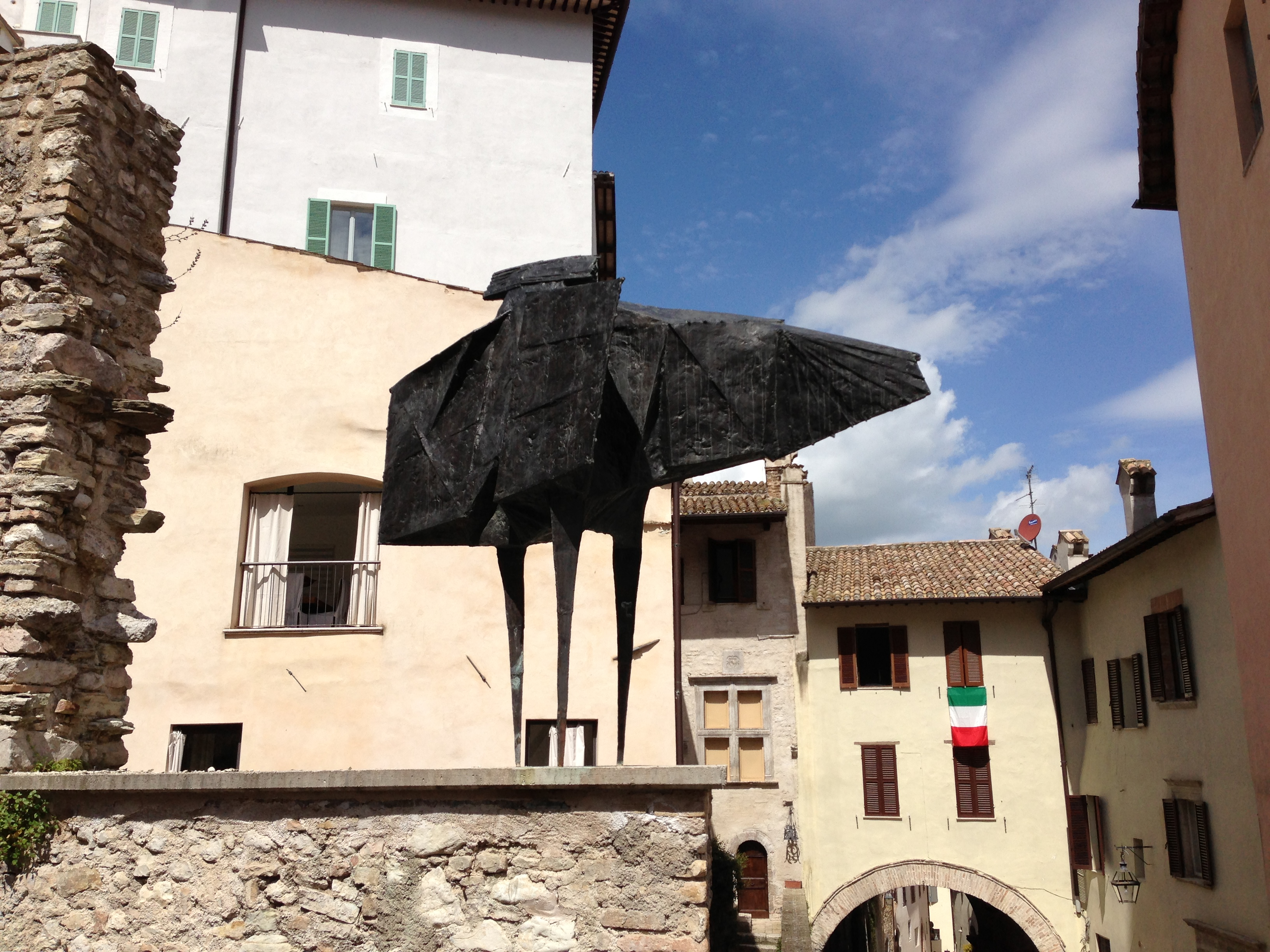
Cizinec III, Spoleto, Itálie

V Británii je považován za následovníka Henry Moora a jednoho z největších světových sochařů druhé poloviny 20. století.
Z jeho raných mobilů, křehkých konstrukcí z drátů, balsy a tvarovaných kusů měděného a mosazného plechu, se zachovalo jen několik. Větší svařované mobily ze železa a mědi z roku 1951 (Pojídač ryb, Vážka) předcházely pozdějším figurálním sochám ze železa.
Chadwick se po ocenění v Benátkách soustředil na budování pevného tvaru soch. Na základní kostru nebo rám svařovaný z železných tyčí nanášel umělý kámen (stolit) vytvořený ze směsi sádry a železných pilin (Ideomorphic Beast, 1953), který bylo možné dál opracovat nebo ponechat vlivu počasí. Uplatnila se hrubá struktura povrchu abstraktního tvaru a teprve dodatečně byly připojeny tenké nohy, zobák nebo křídla. Za kolekci 19 děl (Vnitřní oko, 1952, Roční období, 1955), vystavenou v samostatné expozici roku 1956 na Bienále v Benátkách, obdržel Chadwick Mezinárodní cenu za plastiku.
Roku 1957 Chadwick vytvořil bronzovou figuru Cizinec III jako návrh památníku k obousměrnému přeletu Atlantiku (1919).

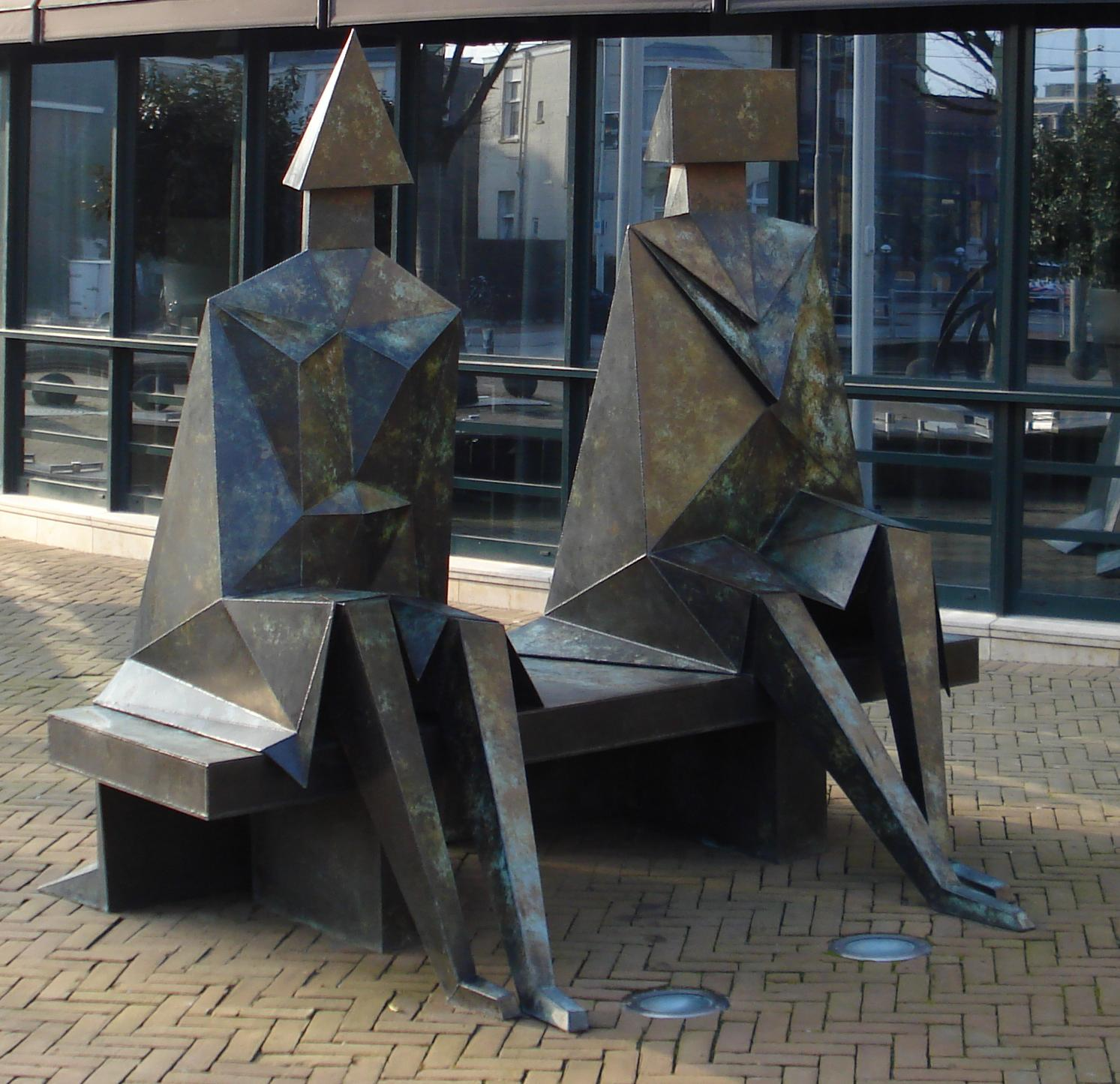
Dvě sedící figury, Haag

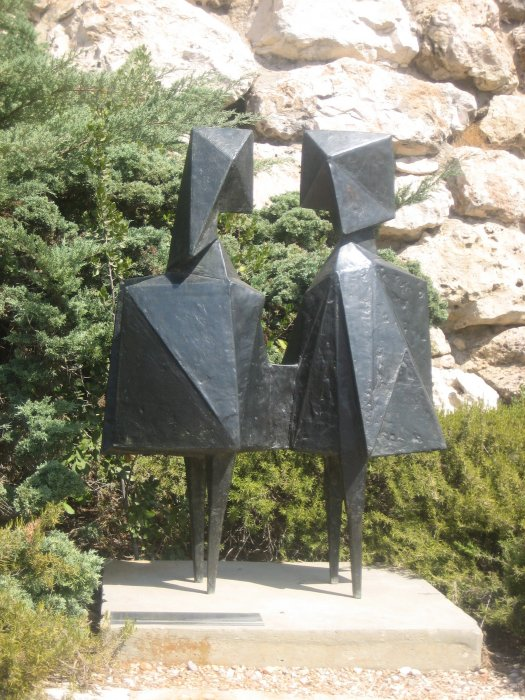
Dvě figury (Spojení XV), bronz, 1970, Israel Museum, Jerusalem

Kombinace abstraktních a naturalistických elementů je charakteristická pro následující období, kdy se zabývá vztahem více figur v prostoru (Okřídlené figury, 1955, Pozorovatelé, 1960) a upouští od expresivní modelace. Na počátku 70. let tvoří převážně v bronzu a části povrchu soch leští. V této době ztrácí své výsadní postavení mezi sochaři a je kritizován, že oproti jeho raným sochám, které měly existenciální naléhavost, jsou jeho nové práce povrchní a spíše stylizované než dynamické.
Figurální kompozice z druhé poloviny 70. let (Tři sedící pozorovatelé, 1975, Jubileum, 1977, Maskovaná figura IX, 1978) mají mytickou povahu, ale jejich ztvárnění je spíše dekorativní.
Chadwick se v 80. letech zabývá pokusy zachytit pohyb větru ve vlasech nebo oděvu figury (High Wind, 1984) a modelace se stává více naturalistická.
V 90. letech vytváří geometrizované figurální plastiky z nerezové oceli a vrací se k motivům bronzových soch šelem z 60. let (Beast allerted I, 1990).

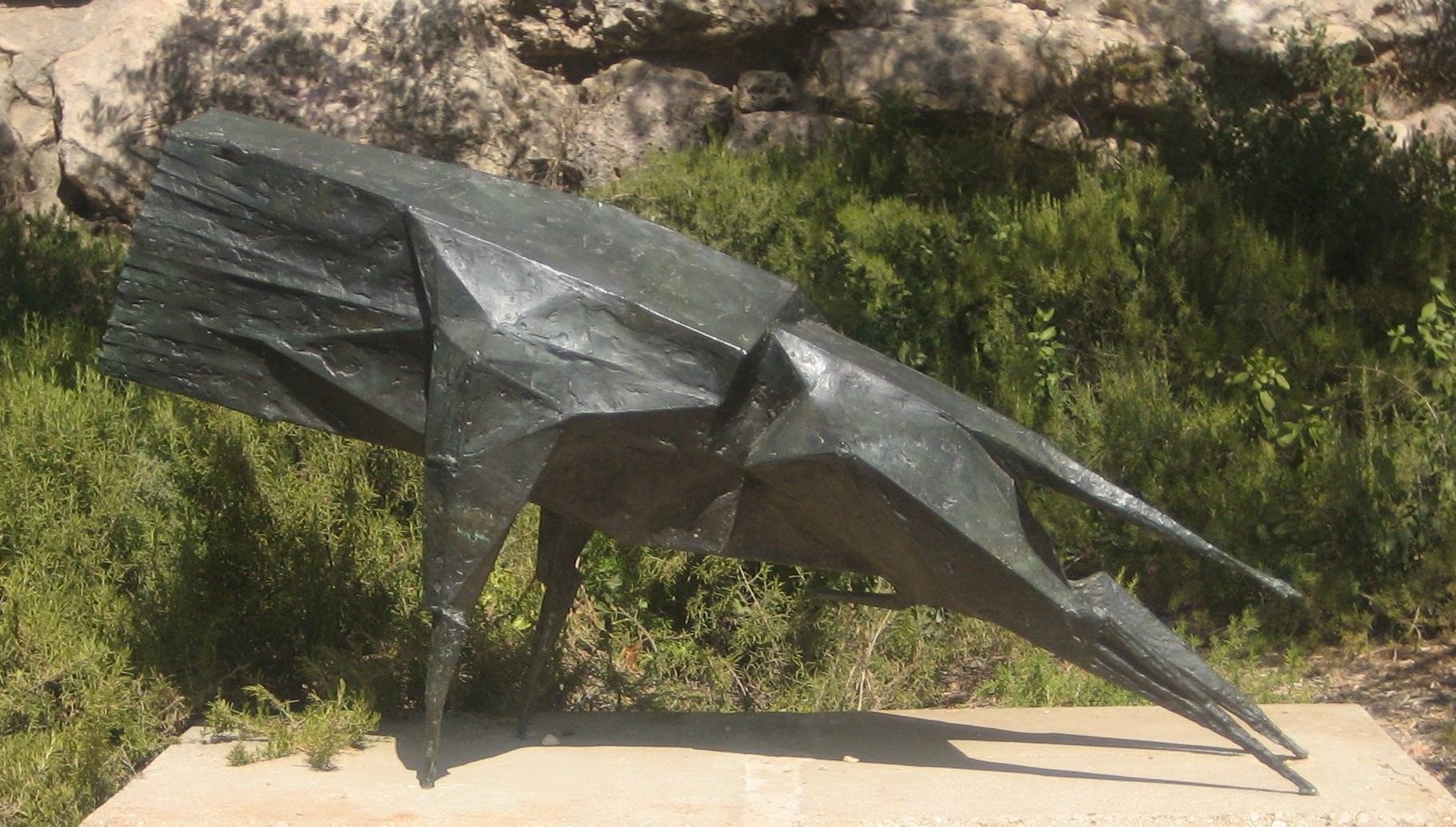
Řvoucí lev, bronz, 1960, Israel Museum, Jerusalem

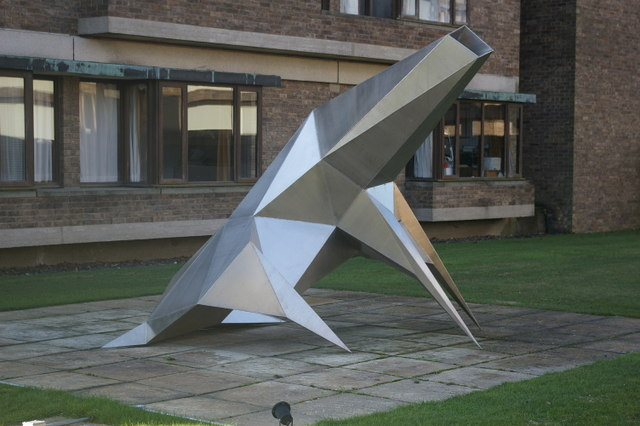
Probuzená šelma,1990, Cambridge

Po roce 2000 se vrátil k pohyblivým plastikám a navrhl sérii čistě geometrických monumentálních mobilů z nerezové oceli (Ace o diamonds III, 2004).

## Ocenění
- 1953 Diplom a cena, Mezinárodní soutěž Neznámý politický vězeň, Británie
- 1956 Mezinárodní cena za sochařství, Bienále Benátky
- 1959 První cena, III Concorso Internazionale del Bronzetto, Padua
- 1964 Řád britského impéria
- 1985 Řád umění a literatury, Francie
- 1988 Řád Andrese Bello první třídy, Venezuela
- 2001 Člen Britské Královské Akademie
- Čestný člen: Gloucester College, University College, Bath, Belgická Královská akademie
- 2004 (posmrtně) Goldhillova cena za sochařství, Royal Academy of Arts, UK

## Zastoupení ve sbírkách (výběr)
- Centre Georges Pompidou, Paris
- Museum of Modern Art, New York
- Royal Academy of Arts Collection, London
- Tate Gallery
- British Council
- Victoria and Albert Museum
- Scottish National Gallery of Modern Art, Edinburgh
- National Museum of Wales, Cardiff
- Irish Museum of Modern Art, Dublin
- Peggy Guggenheim Collection, Benátky
- Galleria Nazionale d’Arte Moderna e Contemporanea, Rome
- Musées Royaux des Beaux-Arts de Belgique, Brussels
- Israel Museum, Jerusalem
- Cleveland Museum of Art, Ohio
- Art Institute of Chicago
- Wichita State University Outdoor Sculpture Collection, Kansas
- Art Gallery NSW, Sydney
- Hakone Open-Air Museum, Hakone, Japan